# The Love Theme from Not Quite Jerusalem
The Love Theme from Not Quite Jerusalem è un 7" dei Rondò Veneziano pubblicato dalla Fanfare Records nel Regno Unito il 1984 e tratto dall'album Theme from Not Quite Jerusalem.

## Tracce
1. Love Theme from Not Quite Jerusalem (Notturno in gondola) (Gian Piero Reverberi e Laura Giordano) - 3:23
2. Love Theme from Not Quite Jerusalem - Total film length (Notturno in gondola) (Gian Piero Reverberi e Laura Giordano) - 4:44